# Morval (Pas-de-Calais)
Morval ist eine Gemeinde im französischen Département Pas-de-Calais in der Region Hauts-de-France. Sie gehört zum Kanton Bapaume im Arrondissement Arras. Morval ist die südlichste Gemeinde des Départements Pas-de-Calais. Sie grenzt im Norden an Lesbœufs, im Nordosten an Le Transloy, im Südosten an Sailly-Saillisel, im Süden an Combles und im Westen an Ginchy. Im Nordosten wird die Gemeindegemarkung von der Schnellfahrstrecke LGV Nord tangiert.

## Bevölkerungsentwicklung
| Jahr      | 1962 | 1968 | 1975 | 1982 | 1990 | 1999 | 2008 | 2013 |
| --------- | ---- | ---- | ---- | ---- | ---- | ---- | ---- | ---- |
| Einwohner | 92   | 85   | 84   | 94   | 95   | 91   | 88   | 99   |